# Кралимаркова стъпка (Сталево)
Кралимаркова стъпка или Скала на Крали Марко, също Казанчето, е култово скално съоръжение, вероятно жертвеник, част от древнотракийско светилище, край димитровградското село Сталево.

## Местоположение
Светилището е разположено на върха на хълма Голям Хасар, югозападно от Сталево, на 500 метра източно от развалините на античната крепост Милеона и 50 м от средновековната черква „Св. св. Четиридесет мъченици“.

## Описание
Култовото съоръжение се намира на невисок хълм, висок 287,5 метра. Кралимарковата стъпка е издълбана на върха на висок трахитен скален къс, а до нея се наблюдават още 3 ритуални издълбавания в скалата, които остават пълни с вода, дори и по време на летните жеги. Местни хора казват, че когато пастири оставали без вода в полето, под безпощадното слънце, винаги намирали прясна вода именно на това място, в „кралимарковите стъпки“. Съществува поверие, че ако с водата от стъпките се напръска болно място, човек оздравява. 
В непосредствена близост до Кралимарковата стъпка на върха се намира другото култово съоръжение Провиралото, където местните хора се „провират за здраве“. Съществува поверие, че ако грешник опита да се провре, камъкът ще го затисне. Според съществуващото местно предание на традиционния събор, провеждан ежегодно на 22 март, човек трябва да се промуши през Провиралото 3 пъти и при всяко минаване да откъсне конец от дрехата си, който трябва да бъде окачен на близкото дърво, след което хвърлят камък на юг, изричайки думите „Анатема на Дявола-кир Тодор“ (все още се използват и вариантите „Мътните ги взели гърците/византийците“, „Мътните те вели, Тодоре“, както и „Трижди Анатема, кире Тодоре“).

## Опазване
През март 2013 г. на пресконференция кметът на община Димитровград Иво Димов обявява, че фортификационното съоръжение в местността Хасара, античното светилище Беш/Бей бунар и Кралимарковата стъпка вече са с разширени граници и ще бъдат превърнати в туристическа атракция. Това действие е утвърдено с решение на Министерството на културата, разписано от тогавашния министър Вежди Рашидов.
През 2005 г. компанията „АС Стоунс“ прави постъпки за получаване на концесия за разкриване на кариера за добив на латити. РИОСВ Хасково излиза с решение за извършване на оценка на въздействието върху околната среда с мотивите, че „в непосредствена близост до площта, предмет на инвестиционното предложение, е регистрирана висока концентрация на археологически обекти от различни епохи с висока степен на значимост“. Хасара до село Сталево е обявен в „Държавен вестник“ за обект на недвижимото културно-историческо наследство през 1968 г.
Според преданията от този хълм цар Иван Асен II ръководи битката при Клокотница. До ден днешен Сталево чества своя празник в деня на светите 40 мъченици.
На върха на Малкия Хасар, свързан с Големия Хасар, се намира местността Църковището, наричана още Хорището, където са останките от някогашната крепостна църква, наречена на светците воини от град Севастия. Стар каменен оброчен кръст бележи мястото на средновековния храм.
Според народното поверие, когато Крали Марко минавал през местността, стъпил на камък, където останал отпечатък от стъпката му.